# Frédéric Weil
Frédéric Weil (né en 1967) est un éditeur français de romans et de jeux ainsi qu'un auteur de jeux de rôle et un écrivain. Son travail d'éditeur comme ses créations relèvent des cultures de l'imaginaire (principalement la fantasy, la science-fiction et le fantastique). 

## Biographie
Frédéric Weil naît en 1967. À l'âge de onze ans, il découvre le jeu de rôle sur table. Ce loisir lui plaît tellement qu'il décide par la suite de devenir éditeur de jeux de rôle afin de participer à leur élaboration et de profiter de la grande liberté créative laissée par ce support par comparaison avec d'autres domaines comme le jeu vidéo. 

### La période Multisim
En 1992, à Paris, Frédéric Weil fonde avec Fabrice Lamidey, les éditions Multisim. Le succès du premier jeu édité par Multisim, Nephilim, rend possibles de nombreuses autres publications, dont des rééditions de jeux plus anciens comme Rêve de dragon, des traductions comme Deadlands, Fading Suns ou Hero Wars et des créations originales comme Guildes, Agone et Rétrofutur. 
En février 1996, Frédéric Weil et Stéphane Marsan fondent les éditions Mnémos. Destinées initialement à publier des romans dans des univers de jeux de rôle, elles publient finalement des romans autonomes, parfois adaptés à leur tour en jeux de rôle, comme c'est le cas du tout premier roman paru chez Mnémos, Les Chroniques des Crépusculaires de Mathieu Gaborit. 
En 1998, Multisim étend ses activités en direction du jeu vidéo et passe un partenariat avec le studio de développement français Kalisto. Il en résulte un univers de science-fiction post-apocalyptique, Dark Earth, décliné d'abord en un jeu vidéo puis en un jeu de rôle. 
En 2000, Stéphane Marsan quitte les éditions Mnémos et fonde les éditions Bragelonne avec Alain Névant. 
En 2001, Multisim crée une filiale, Arkana Press, destinée à reprendre la publication du magazine de jeux de rôle Casus Belli dont la première série s'était interrompue en 1999. Le numéro 1 de la deuxième série du magazine paraît ainsi en 2000.
En 2002-2003, Multisim subit le contrecoup de la crise qui frappe l'industrie du jeu vidéo en France. Multisim est placé en liquidation judiciaire le 11 septembre 2003. Arkana Press et la deuxième série de Casus Belli, de leurs côtés, poursuivent leurs activités jusqu'en 2006.

### Suite des activités éditoriales chez Mnémos
Frédéric Weil poursuit ses activités chez Mnémos dont il assure la direction éditoriale. Il dirige plusieurs livres-univers collectifs co-créés par plusieurs auteurs et illustrateurs dans la collection "Ourobores".

## Ouvrages
- Isabelle Périer et Frédéric Weil, Les vélins carminae : voix et secrets des nephilim, Saint-Laurent-d'Oingt, Mnémos, octobre 2013, 244 p. (ISBN 978-2-35408-166-9, présentation en ligne)

Jeux de rôle
- Gaëtan Bothorel, Sébastien Célerin, Arnaud Cuidet, Damien Desnous, Jean-Christophe Dubacq, David Goutx, Humeau, Vincent Kaufmann, Grégoire Laakmann, Tristan Lhomme, Jean-Baptiste Lullien, Éric Paris, Isabelle Périer, Franck Plasse et Frédéric Weil, Livre des Joueurs, Multisim, coll. « Nephilim : Révélation », 2001, 270 p. (ISBN 2-84476-098-8)
- Gaëtan Bothorel, Sébastien Célerin, Arnaud Cuidet, Damien Desnous, Jean-Christophe Dubacq, David Goutx, Humeau, Vincent Kaufmann, Grégoire Laakmann, Tristan Lhomme, Jean-Baptiste Lullien, Éric Paris, Isabelle Périer, Franck Plasse et Frédéric Weil, Livre du Meneur de Jeu, coll. « Nephilim : Révélation », 2001, 272 p. (ISBN 2-84476-099-6)